# اوبرندورف (نیدرزاکسن)
اوبرندورف (نیدرزاکسن) (به آلمانی: Oberndorf) یک شهر در آلمان است که در ام دابراک واقع شده‌است. اوبرندورف ۱٬۵۰۹ نفر جمعیت دارد.